# Lauren Siddall
Lauren Siddall (* 1. November 1984 in Pontefract) ist eine ehemalige englische Squashspielerin.

## Karriere
Lauren Siddall spielte von 2004 bis 2010 auf der WSA World Tour und gewann in dieser Zeit zwei Titel. Ihre höchste Platzierung in der Weltrangliste erreichte sie mit Rang 37 im Oktober 2008. Sie vertrat England bei den Europameisterschaften 2008, bei denen sie das Viertelfinale erreichte. In diesem unterlag sie Manuela Manetta in fünf Sätzen.

## Erfolge
- Gewonnene WSA-Titel: 2